# Nay (Pyrénées-Atlantiques)
Pour les articles homonymes, voir Nay.
Nay [naj] est une commune française située dans le département des Pyrénées-Atlantiques, en région Nouvelle-Aquitaine.
Ses habitants sont les Nayais et les Nayaises.

## Géographie

### Localisation
La commune de Nay se trouve dans le département des Pyrénées-Atlantiques, en région Nouvelle-Aquitaine.
Elle se situe à 18 km par la route de Pau, préfecture du département.
La commune fait en outre partie du bassin de vie de Pau.
Les communes les plus proches sont
Mirepeix (1,4 km), Bourdettes (2,1 km), Coarraze (2,8 km), Baudreix (2,9 km), Arros-de-Nay (2,9 km), Igon (3,3 km), Saint-Abit (3,8 km), Bénéjacq (4,2 km).
Sur le plan historique et culturel, Nay fait partie de la province du Béarn, qui fut également un État et qui présente une unité historique et culturelle à laquelle s’oppose une diversité frappante de paysages au relief tourmenté.

### Communes limitrophes
Les communes limitrophes sont  Arros-de-Nay, Asson, Bourdettes, Coarraze, Igon et Mirepeix.
|              | Bourdettes | Mirepeix |
| Arros-de-Nay | Nay        | Coarraze |
|              | Asson      | Igon     |

### Hydrographie
La commune est drainée par le gave de Pau, le Béez, un bras du gave de Pau, le canal de la Grau, le ruisseau Coudé, le ruisseau de Tutet, et par divers petits cours d'eau, constituant un réseau hydrographique de 9 km de longueur totale,.
Le gave de Pau, d'une longueur totale de 192,8 km, prend sa source dans la commune de Gavarnie-Gèdre et s'écoule du sud-est vers le nord-ouest. Il traverse la commune et se jette dans l'Adour à Saint-Laurent-de-Gosse, après avoir traversé 88 communes.
Le Béez, d'une longueur totale de 24,1 km, prend sa source dans la commune d'Asson et s'écoule du sud vers le nord. Il traverse la commune et se jette dans le gave de Pau sur le territoire communal, après avoir traversé 4 communes.

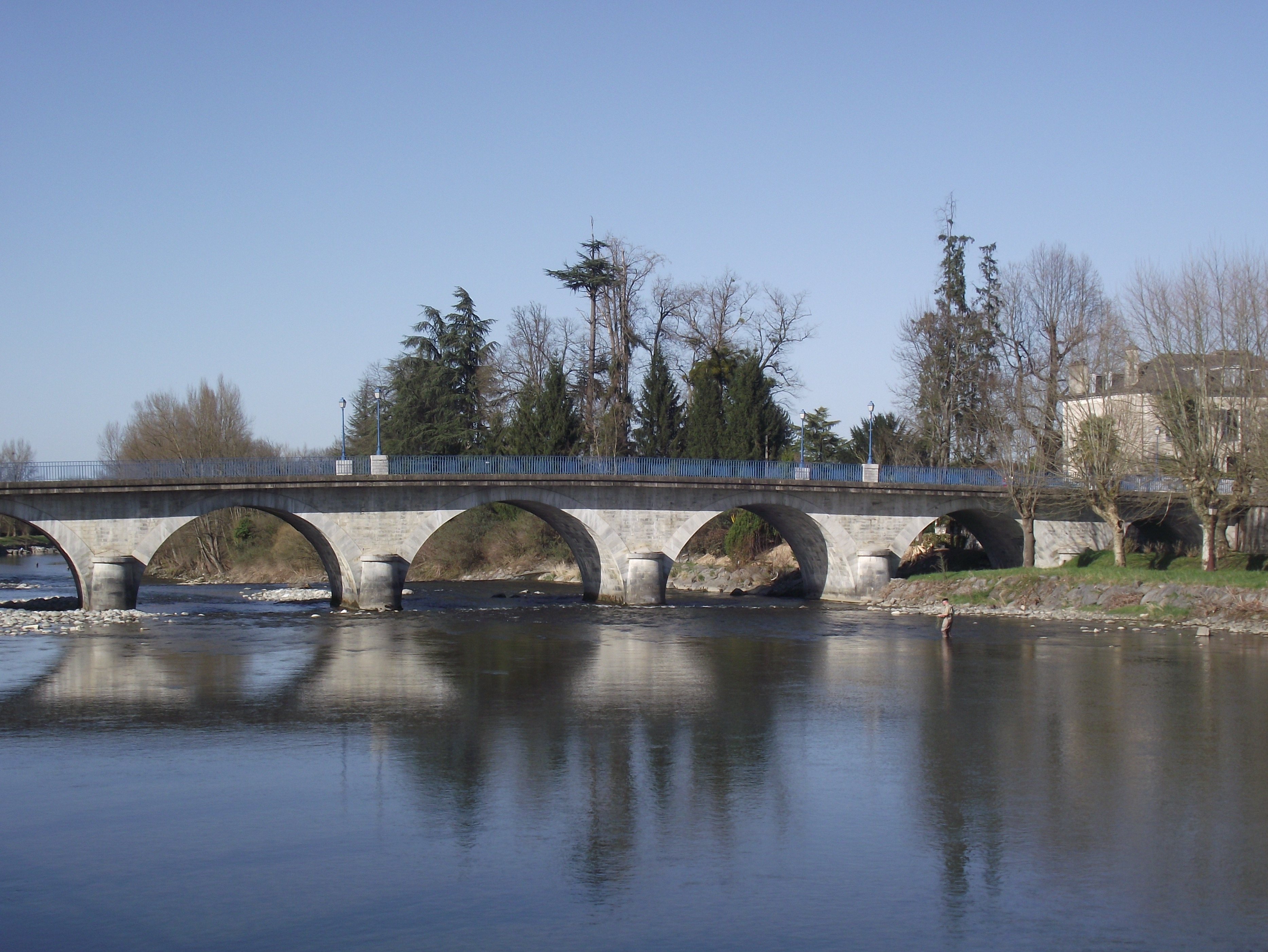
Pont.
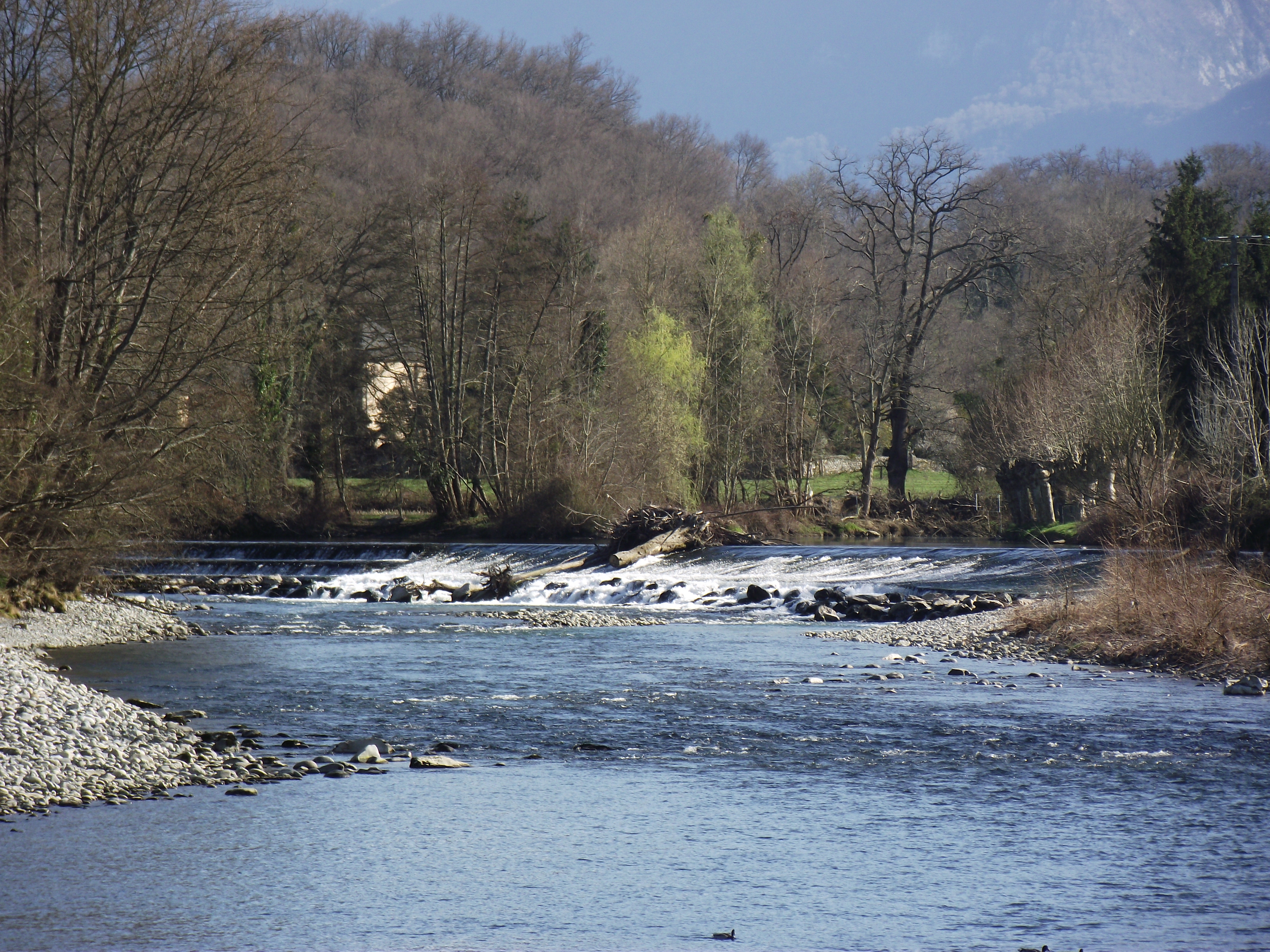
Gave.
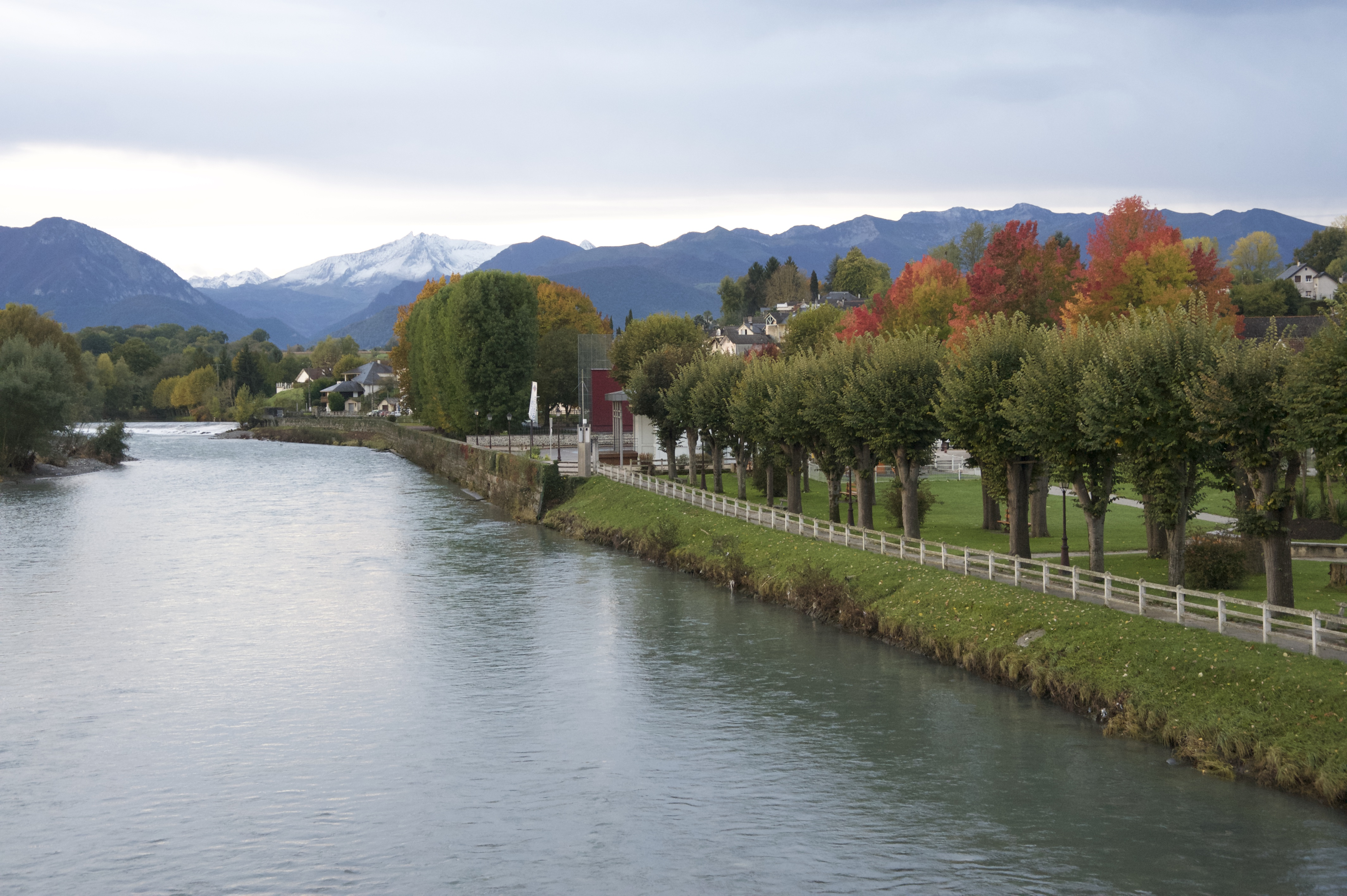
Sur le pont de Nay, vers le Gabizos.
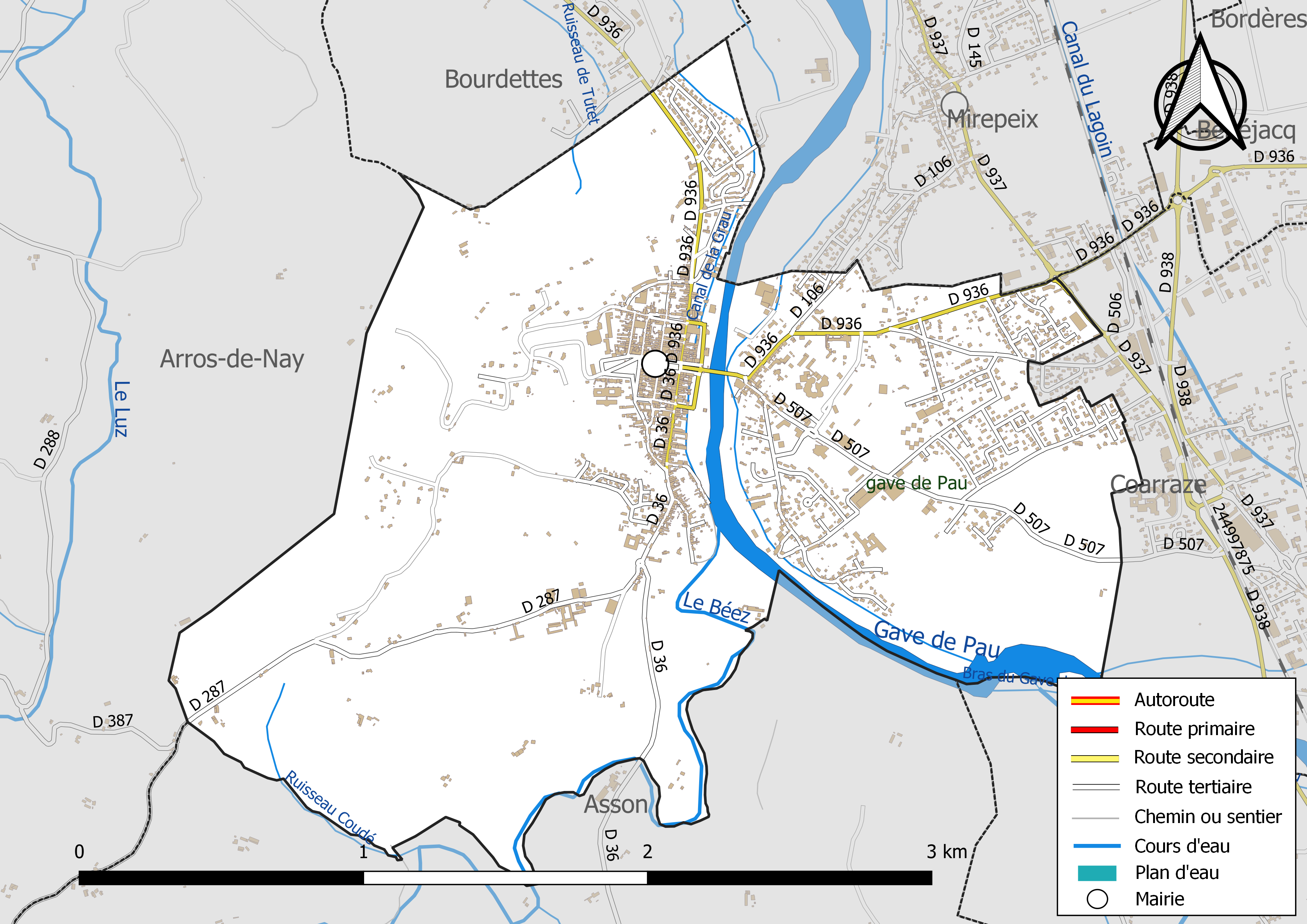
Réseaux hydrographique et routier de Nay.
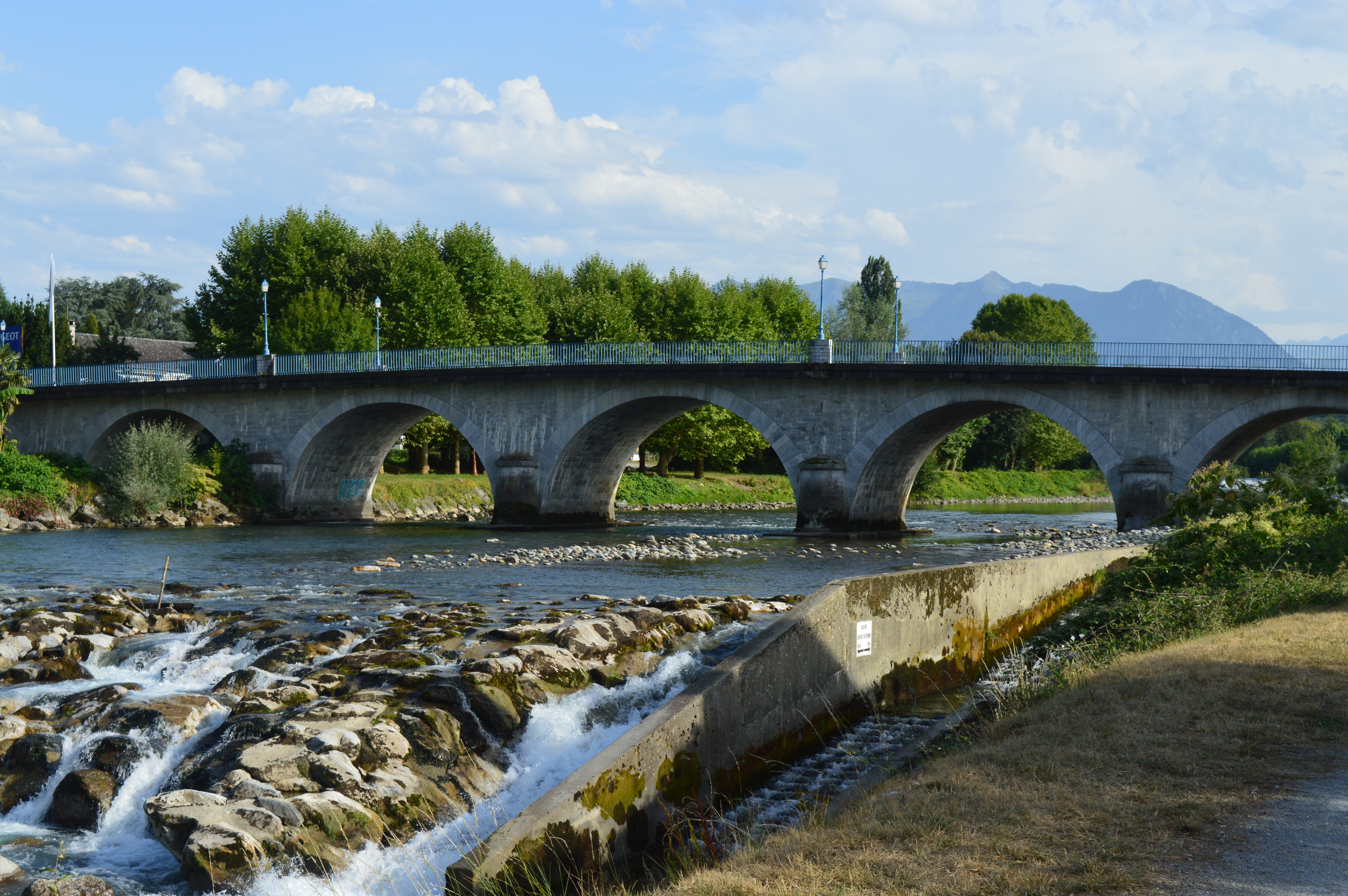
Pont surplombant la petite cascade de la ville de Nay.
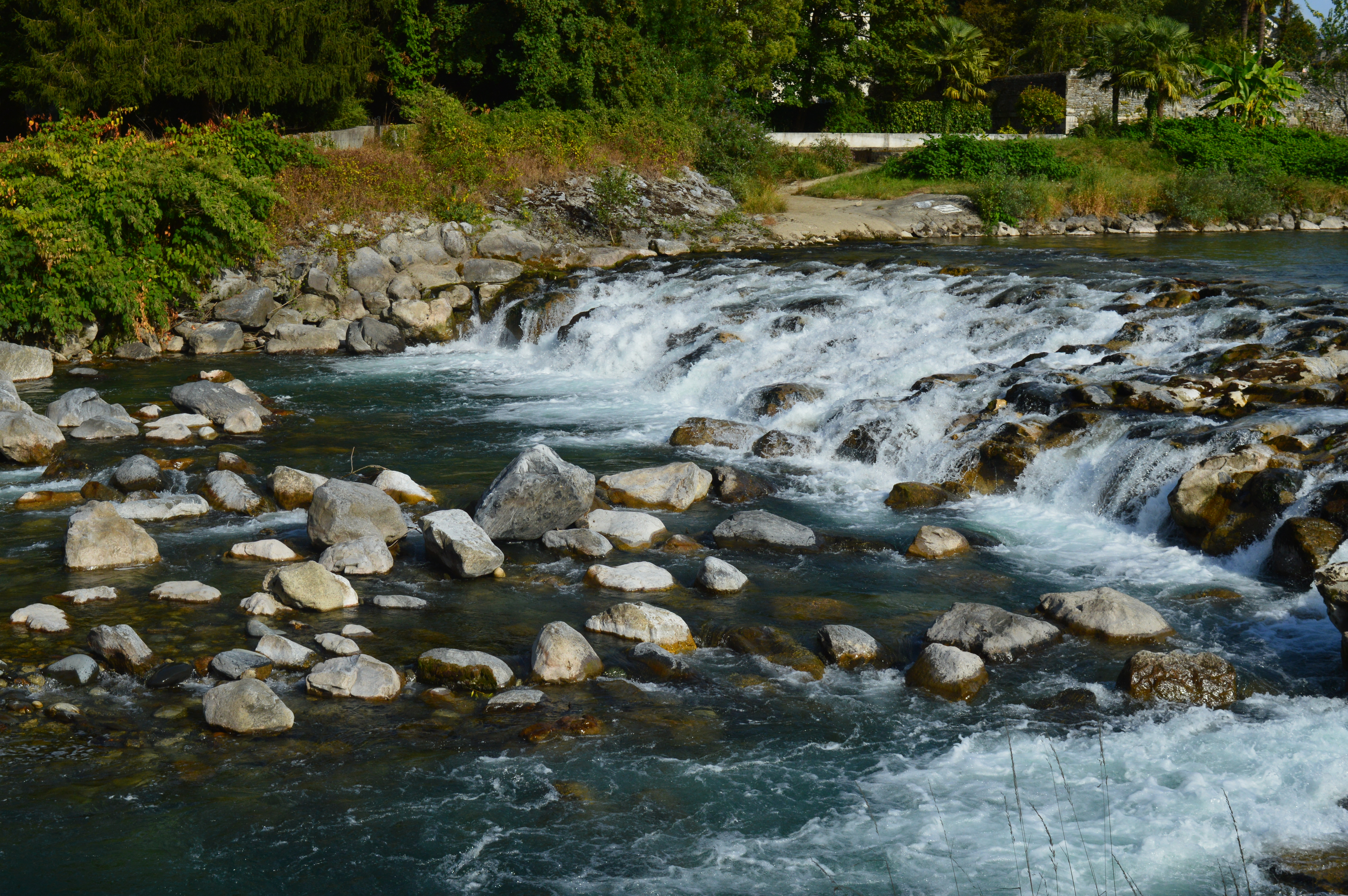
Petite cascade de la ville de Nay.

### Climat
Pour des articles plus généraux, voir Climat de la Nouvelle-Aquitaine et Climat des Pyrénées-Atlantiques.
Historiquement, la commune est exposée à un climat de montagne.  
En 2020, Météo-France publie une typologie des climats de la France métropolitaine dans laquelle la commune est toujours exposée à un climat de montagne et est dans la région climatique Pyrénées atlantiques, caractérisée par une pluviométrie élevée (>1 200 mm/an) en toutes saisons, des hivers très doux (7,5 °C en plaine) et des vents faibles.
Pour la période 1971-2000, la température annuelle moyenne est de 13 °C, avec une amplitude thermique annuelle de 13,8 °C. Le cumul annuel moyen de précipitations est de 1 282 mm, avec 11,3 jours de précipitations en janvier et 9,4 jours en juillet. Pour la période 1991-2020, la température moyenne annuelle observée sur la station météorologique la plus proche, située sur la commune d'Asson à 4 km à vol d'oiseau, est de 13,2 °C et le cumul annuel moyen de précipitations est de 1 376,5 mm,. Pour l'avenir, les paramètres climatiques de la commune estimés pour 2050 selon différents scénarios d’émission de gaz à effet de serre sont consultables sur un site dédié publié par Météo-France en novembre 2022.

### Milieux naturels et biodiversité

#### Réseau Natura 2000
Le réseau Natura 2000 est un réseau écologique européen de sites naturels d'intérêt écologique élaboré à partir des directives « Habitats » et « Oiseaux », constitué de zones spéciales de conservation (ZSC) et de zones de protection spéciale (ZPS).
Un site Natura 2000 a été défini sur la commune au titre de la « directive Habitats » : le « gave de Pau », d'une superficie de 8 194 ha, un vaste réseau hydrographique avec un système de saligues encore vivace,.

## Urbanisme

### Typologie
Au 1er janvier 2024, Nay est catégorisée petite ville, selon la nouvelle grille communale de densité à sept niveaux définie par l'Insee en 2022.
Elle appartient à l'unité urbaine de Pau, une agglomération intra-départementale regroupant 55  communes, dont elle est une commune de la banlieue,,. Par ailleurs la commune fait partie de l'aire d'attraction de Pau, dont elle est une commune de la couronne,. Cette aire, qui regroupe 227 communes, est catégorisée dans les aires de 200 000 à moins de 700 000 habitants,.

### Occupation des sols

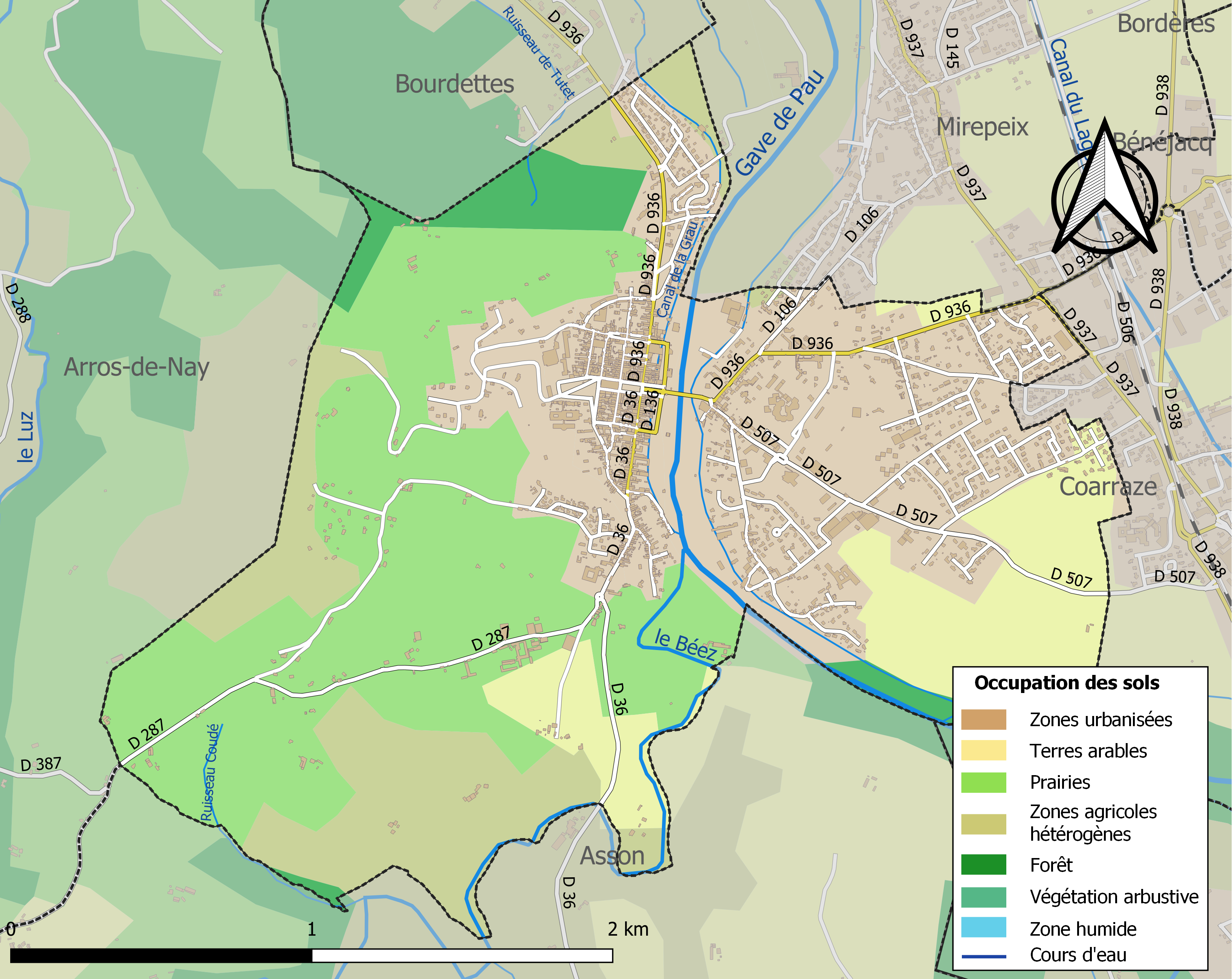
Carte des infrastructures et de l'occupation des sols de la commune en 2018 (CLC).

L'occupation des sols de la commune, telle qu'elle ressort de la base de données européenne d’occupation biophysique des sols Corine Land Cover (CLC), est marquée par l'importance des territoires agricoles (59,5 % en 2018), en diminution par rapport à 1990 (62,5 %). La répartition détaillée en 2018 est la suivante : 
zones urbanisées (35,7 %), prairies (33,2 %), zones agricoles hétérogènes (14,1 %), terres arables (12,2 %), forêts (4,8 %). L'évolution de l’occupation des sols de la commune et de ses infrastructures peut être observée sur les différentes représentations cartographiques du territoire : la carte de Cassini (XVIIIe siècle), la carte d'état-major (1820-1866) et les cartes ou photos aériennes de l'IGN pour la période actuelle (1950 à aujourd'hui).

### Lieux-dits et hameaux
- Clarac, de l'autre côté du gave, était autrefois une commune distincte, mais est aujourd'hui un quartier de Nay, le long du canal ;
- Haut de Nay ;
- Les prés du Roi, toujours de l'autre côté du gave situé non loin de l'usine Cancé, bordant en grande partie l'avenue Éloi-Pareilh.

### Voies de communication et transports
La commune est desservie par les routes départementales 36, 287, 937 et 938, et par la ligne SNCF Toulouse - Bayonne.

### Risques majeurs
Le territoire de la commune de Nay est vulnérable à différents aléas naturels : météorologiques (tempête, orage, neige, grand froid, canicule ou sécheresse), inondations, mouvements de terrains et séisme (sismicité moyenne). Un site publié par le BRGM permet d'évaluer simplement et rapidement les risques d'un bien localisé soit par son adresse soit par le numéro de sa parcelle.
Certaines parties du territoire communal sont susceptibles d’être affectées par le risque d’inondation par une crue torrentielle ou à montée rapide de cours d'eau, notamment le gave de Pau et le Béez. La commune a été reconnue en état de catastrophe naturelle au titre des dommages causés par les inondations et coulées de boue survenues en 1982, 1997, 2007, 2008, 2009, 2011, 2013 et 2018,.

La commune est vulnérable au risque de mouvements de terrains constitué principalement du retrait-gonflement des sols argileux. 

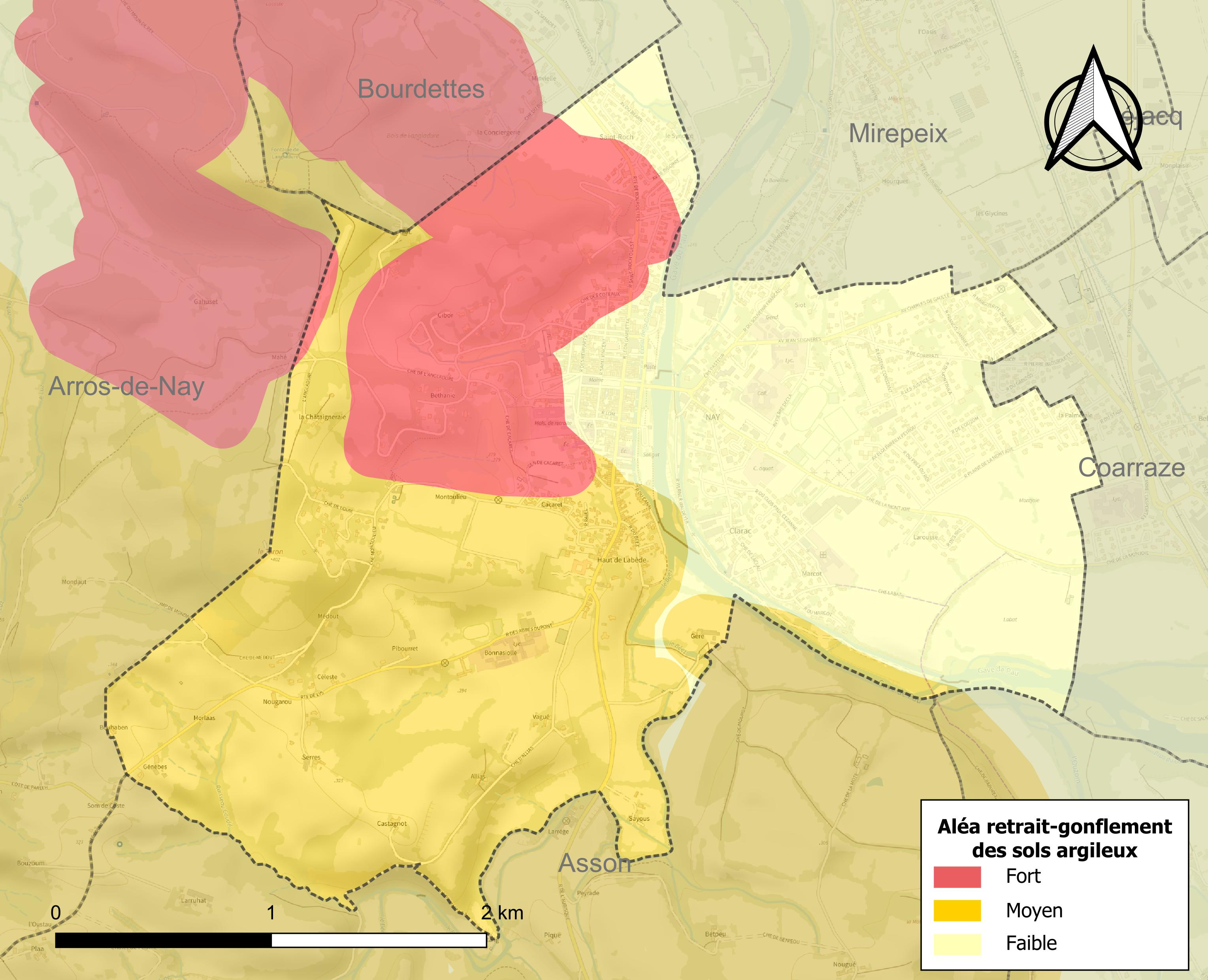
Carte des zones d'aléa retrait-gonflement des sols argileux de Nay.

Cet aléa est susceptible d'engendrer des dommages importants aux bâtiments en cas d’alternance de périodes de sécheresse et de pluie. 62,6 % de la superficie communale est en aléa moyen ou fort (59 % au niveau départemental et 48,5 % au niveau national). Depuis le 1er octobre 2020, en application de la loi ELAN, différentes contraintes s'imposent aux vendeurs, maîtres d'ouvrages ou constructeurs de biens situés dans une zone classée en aléa moyen ou fort,.
Concernant les mouvements de terrains, la commune a été reconnue en état de catastrophe naturelle au titre des dommages causés par la sécheresse en 1994 et par des mouvements de terrain en 2009.

## Toponymie
Le toponyme Nay est mentionné au XIIe siècle (titres de Gabas) et apparaît sous les formes  Sant-Vincentz de Nay (1484, notaires de Pau) et  Nai (XVIIIe siècle, intendance de Pau).
Son nom béarnais est Nai ou Nay.
Le toponyme Clarac apparaît sous les formes  Sent-Johan de Clarac (1547, réformation de Béarn) et  Claracq (1793 ou an II).
D’après Paul Raymond, le chemin de Clerguet, conduisant à Clarac, traversait Asson et Igon, et délimitait les communes d’Asson et de Nay. On le trouve sous la graphie  lo cami Clargues ou le cami Claragues en 1536, le grant camii aperat Clergues en 1547 (réformation de Béarn pour toutes les citations).

## Histoire
Les premières mentions de Nay remontent vers 1120  où l’on décrit un bourg ravagé par un incendie. C’est là que les moines de Sainte-Christine de Gabas qui était "un des trois plus grands hôpitaux de la chrétienté " (les deux autres étant celui de Mont-Saint-Bernard et celui de Jérusalem), achètent cette étendue de terre ainsi que le terroir et tous les biens à lui attachés, terres cultivées ou en friches.
Sa position géographique, au pied des coteaux et comportant un gué traversant le gave dans un méandre, explique le choix des religieux : il y passe un chemin menant de Lourdes à Pau par la rive gauche, il contrôle l’accès à la vallée de Ferrières ainsi que l’accès à la vallée d’Ossau par Arudy. Mais la route d’Ostabat puis le col de Roncevaux moins élevé que le col des moines ou le Somport fut privilégiée par les pèlerins et le déclin de Sainte-Christine aurait entraîné celui de Nay.
La bastide est créée en 1302, par Marguerite de Moncade, après avoir établi un contrat de paréage avec l'hôpital Sainte-Christine de Gabas, institution propriétaire du terrain. Marguerite de Moncade (1245-1319) était vicomtesse de Béarn, veuve de Roger Bernard III (1265-mars 1302, 1er comte de Foix-Béarn). Nay comptait alors treize maisons.
Son marché créé par Gaston Fébus (1331-1391) existe toujours. En 1381, par suite d’un conflit entre Gaston Fébus et Jean II d’Armagnac, un incendie ravage la bastide. Des remparts sont construits sur les instructions de Gaston Fébus, ils sont achevés au XIVe siècle.
Paul Raymond note qu'en 1385, Nay comptait cent huit feux. On trouvait dans la commune un couvent de récollets. L'hôpital dépendait alors de l'abbaye de Sainte-Christine (Espagne).
Les ateliers sont organisés, les corps de métiers sont très diversifiés  et spécialisés (cardeurs, tondeurs, fileuses, brodeuses, etc.).
La Manufacture royale de draperies et teinturerie à Nay est construite sous le règne d’Antoine de Bourbon et de Jeanne d’Albret, sans doute vers 1558. Située hors de l’enceinte de la ville, au bord du canal du moulin, à l’emplacement de l’actuelle « Maison Mouyen », la « Manufacture de la draperie deus rey et reine » était chargée de produire des pièces de drap, et comprenait un atelier de tissage, regroupant sous un même toit plusieurs métiers, un moulin à foulon et une teinturerie. L’ensemble ne fonctionna que peu de temps et ne se releva pas de la mise à sac de 1569. Il faudra attendre deux siècles pour en voir apparaître une deuxième. Les marchands deviennent très vite les notables de la région et les représentants prestigieux de la cité. Ces marchands vont intégrer également le domaine religieux grâce au système des confréries. La confrérie de Sainte-Anne liée aux tisserands et marchands drapiers sera ainsi très influente et se perpétuera encore longtemps.
Avec l’urbanisme caractéristique des bastides on voit apparaître de nouvelles préoccupations. Ainsi, si auparavant le village était ordonné autour de l’église ou du château, la bastide s’agence autour de la place du marché et des halles, donc autour d’un pôle économique.
De plus, le premier étage des halles correspond à la maison commune où se réunissaient les jurats, donc un pôle politique. Le religieux est, quant à lui, à la périphérie.
Enfin l’émergence de cette pré-industrie va également influer sur le visage de la cité. Seule la Maison carrée, édifice prestigieux de cette époque, a été conservée jusqu’à nos jours. Il s’agit d’un hôtel particulier. Vaste demeure du centre-ville, elle présente une architecture digne des plus grands architectes de la Renaissance avec sa cour intérieure et ses galeries sur quatre niveaux présentant les ordres dorique, ionique et corinthien.
Nay eut néanmoins beaucoup à souffrir tout au long de son histoire : le bourg fut détruit en 1543 par un énorme incendie, à l'origine confuse, qui le consuma entièrement. À peine remis survinrent les guerres de religion, et en 1569, les catholiques la pillèrent et les huguenots la reprirent avec vigueur. Parmi les protestants qui émigrèrent figure un sieur Olivier, ancêtre du célèbre acteur britannique Laurence Olivier. La vieille bastide eut d'autres enfants célèbres, dont De Solano né en 1772 qui reçut la charge de gouverneur des îles Manille. Par la suite, Nay devint une cité très industrielle, spécialisée dans les filatures (Dupont & Dupond), prospéra dans ce domaine à tel point qu'elle fut surnommée Le petit Manchester. Plus tard, on voit, notamment pour le XVIIIe siècle, un éclatement des ateliers sur toute la région de Nay et de Pau. La culture du lin est concentrée sur l’axe du gave de Pau. Il s’agit surtout d’une multitude de petits ateliers souvent familiaux. La fabrication des toiles, mais aussi la préparation du lin se fait à la campagne et à domicile. Les tisserands peuvent être également itinérants, mais beaucoup sont également et surtout paysans.
Dans le secteur nayais, les ateliers se trouvent tous dans un rayon de 8 km autour de Nay. Nay fait office de centre marchand. On y trouve néanmoins des manufactures près des cours d’eau spécialisées dans la fabrication des couvertures de laine et des cadis (grosses étoffes de bure). En centre-ville, la Manufacture royale de bonnets à la turque créée par les frères Poey d’Oloron aux environs de 1740 produit ces coiffes en laine exportés en Orient, dans le pourtour méditerranéen. Au début du XIXe siècle, l’industrie traditionnelle de la toile est quasi moribonde. Souvent basée sur des ateliers familiaux, elle doit faire face à la concurrence des étoffes de coton.
La plupart des usines du XIXe siècle de la plaine sont ainsi situées sur ces canaux. Le renouveau du secteur textile du XIXe siècle diffère de celui du XVIe siècle par une caractéristique majeure : au XVIe siècle, c’est le marchand qui est au sommet de la hiérarchie ; au XIXe siècle, il devient secondaire et laisse la place à l’industriel accompagné de l’ingénieur. Le renouveau de la production se fait surtout par l’apport de nouvelles technicités, de modernité mécanique. Ainsi durant tout les XIXe et XXe siècles, des ingénieurs formés aux Arts et Métiers, et des mécaniciens de haut niveau originaires du Nord sont appelés par les Nayais. Ils sont d’abord employés, puis vont très vite fonder leur propre usine. L’activité lainière concerne la fabrication sur Nay de draps de laine, couvertures, cadis, la bonneterie, le béret. Par exemple : l’usine Blancq pour la bonneterie, couverture et béret, qui existe encore aujourd’hui. Une partie est aujourd’hui reconvertie en musée sur le béret.
L’usine Berchon qui fabriquait le fameux tissu des Pyrénées se trouve également dans le centre-ville. Les industriels deviennent très vite les notables de la cité. Beaucoup seront maires ou conseillers municipaux. Ils vont redéfinir la ville de Nay d’un point de vue urbanistique et vont tout d’abord s’attaquer à la place, peut être jugée trop médiévale. En effet, l’architecture des maisons était certainement héritière de la bastide médiévale : deux côtés de maisons de la place centrale sont ainsi rasés, la halle médiévale détruite, une nouvelle mairie-halle voit le jour. Celle-ci est monumentale ; elle regroupe tous les services administratifs, les pompiers, l’école, les gendarmes en plus du marché au rez-de-chaussée. Les allées Chanzy sont dessinées, lointaines cousines des grands boulevards ; le pont est décalé pour être dans le prolongement de la mairie. Une perspective est ainsi réalisée avec la mairie au fond, les allées Chanzy, le pont. La crue de 1826 avait condamné le pont et le pont provisoire construit en 1834 coûtait très cher à la municipalité. Le projet de construction d’un pont solide et définitif est décidé par le conseil général des Basses-Pyrénées en 1828. La construction du pont dans l’axe de la place du marché imposa la démolition des maisons bordant le côté de la place. Ce qui fut terminé en 1869. Toutes ces nouveautés sont l’œuvre de la municipalité pendant les mandats successifs de Paul Rey, maire de Nay élu de 1875 à 1919 : l’école primaire supérieure de garçons en 1885 rue des Pyrénées, l’électricité en 1890, l’école de filles en 1896, la maternelle en 1898, l’école primaire supérieure de filles (1909). Enfin à l’initiative des abbés Dupont, la création d’un hospice est amorcée. L’achat de deux maisons contiguës au Moulierats (actuel collège Saint-Joseph) permit bien vite l’accueil de quatorze hommes et femmes âgés et infirmes qui trouvèrent un toit où s’abriter, une table où manger, un asile où se soigner. Les abbés Dupont parachevèrent leur œuvre en édifiant l’hospice Saint Joseph qui fut inauguré au mois d’octobre 1897 après cinq années de travaux.

### Le bailliage de Nay
Au XIVe siècle, le bailliage de Nay comprenait les communes d'Asson, Bruges, Igon, Lestelle, Montaut, Nay et Rébénacq.

### La notairie de Nay
Nay était le siège d'une notairie de laquelle ressortaient les communes d'Angaïs, Arros, Arthez-d'Asson, Asson, Baliros, Baudreix, Bénéjacq, Beuste, Boeil, Bordères, Bosdarros, Clarac, Coarraze, Igon, Lagos, Lestelle, Mirepeix, Montaut, Nay, Pardies et Saint-Abit.

### Le canton de Nay
En 1790, le canton de Nay se composait des communes d'Angaïs, Arros, Arthez-d'Asson, Asson, Baliros, Baudreix, Bénéjacq, Beuste, Bézing, Boeil, Bordères, Bordes-près-Nay, Bosdarros, Bourdettes, Bruges, Capbis, Clarac, Coarraze, Igon, Lagos, Lestelle, Mirepeix, Montaut, Nay, Pardies, Saint-Abit.
Par décret impérial du 11 février 1863, la commune de Clarac est réunie à celle de Nay, et le canton de Nay porte alors le nom de canton de Nay-Ouest et celui de Clarac le nom de canton de Nay-Est.

### XXesiècle
Le 1er janvier 1973, Nay fusionne avec la commune de Bourdettes pour former la commune de Nay-Bourdettes. Les communes se sont séparées le 1er janvier 1997.

## Héraldique
| Blason | Blasonnement : D’azur à deux béliers affrontés d'or surmontés de trois croissants d'argent, au chef de gueules chargé de trois étoiles d'or. |

## Politique et administration

### Liste des maires

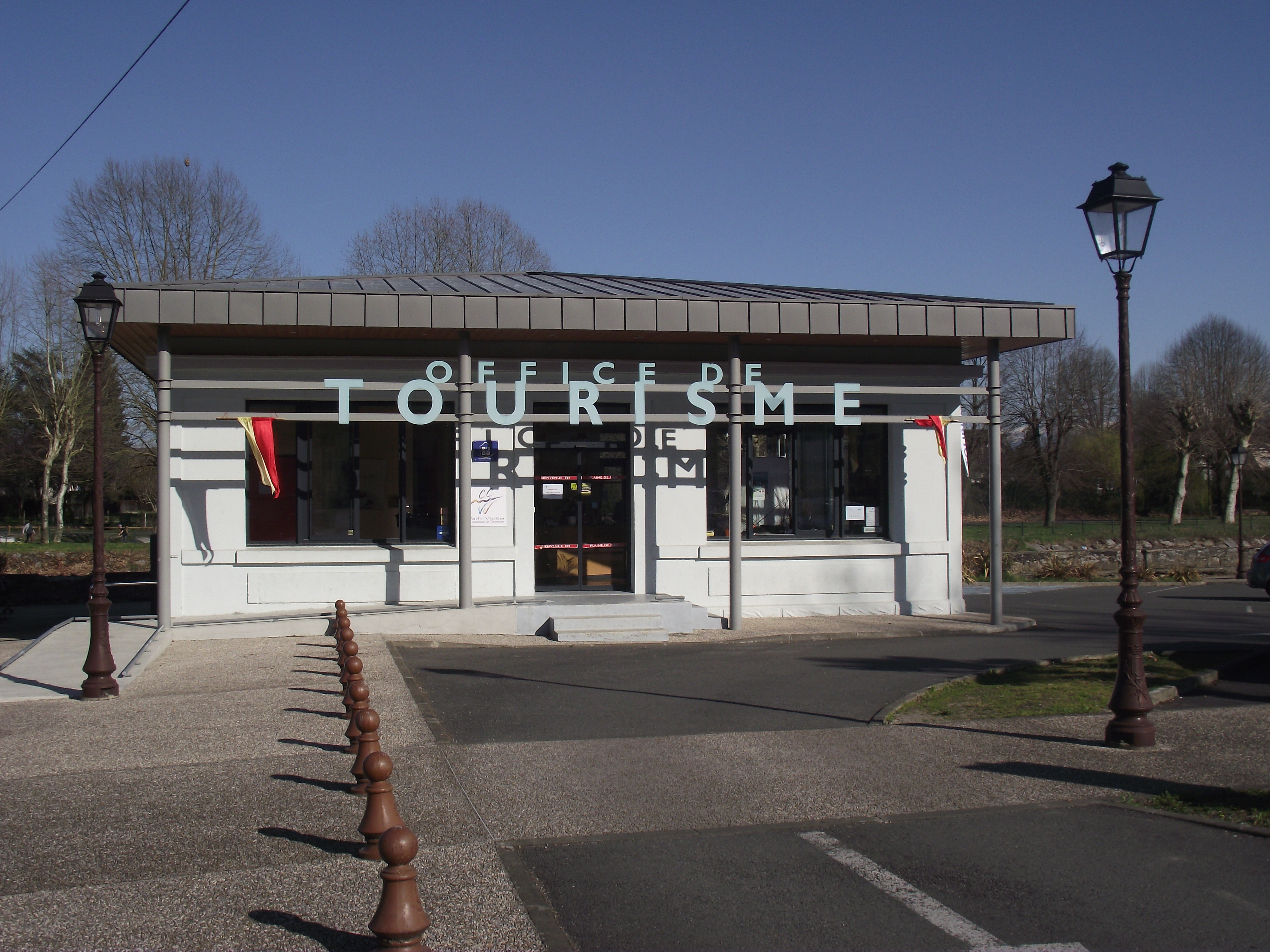
Office de tourisme.

| Période                                  | Période   | Identité                 | Étiquette | Qualité |
| ---------------------------------------- | --------- | ------------------------ | --------- | --- |
| Les données manquantes sont à compléter. |           |                          |           | |
|                                          |           |                          |           | |
| mars 1983                                | juin 1995 | Michel Cantet            | RPR       | Administrateur civil honoraire Conseiller général du canton de Nay-Ouest (1982 → 1994) Conseiller régional d'Aquitaine (1986 → 1994) |
| juin 1995                                | mars 2001 | Maurice Triep-Capdeville | DVG       | |
| mars 2001                                | mars 2008 | Robert Malterre          | DVD       | Avocat |
| mars 2008                                | mai 2020  | Guy Chabrout             | MRSL      | Cadre retraité Vice-président de la CC du Pays de Nay                                                                                |
| mai 2020                                 | En cours  | Bruno Bourdaa            |           | |

### Intercommunalité
Nay appartient à six structures intercommunales :
- la communauté de communes du Pays de Nay ;
- le SIVU d'aide à domicile de la plaine de Nay ;
- le syndicat d’eau potable et d’assainissement du pays de Nay (SEAPAN) ;
- le syndicat d’énergie des Pyrénées-Atlantiques ;
- le syndicat intercommunal de défense contre les inondations du gave de Pau ;
- le syndicat mixte du bassin du gave de Pau.

La commune accueille le siège du SIVU d'aide à domicile de la plaine de Nay.

## Population et société

### Démographie
L'évolution du nombre d'habitants est connue à travers les recensements de la population effectués dans la commune depuis 1793. Pour les communes de moins de 10 000 habitants, une enquête de recensement portant sur toute la population est réalisée tous les cinq ans, les populations de référence des années intermédiaires étant quant à elles estimées par interpolation ou extrapolation. Pour la commune, le premier recensement exhaustif entrant dans le cadre du nouveau dispositif a été réalisé en 2006.

En 2022, la commune comptait 3 203 habitants, en évolution de −3,14 % par rapport à 2016 (Pyrénées-Atlantiques : +3,78 %, France hors Mayotte : +2,11 %).
| 1793  | 1800  | 1806  | 1821  | 1831  | 1836  | 1841  | 1846  | 1851  |
| ----- | ----- | ----- | ----- | ----- | ----- | ----- | ----- | ----- |
| 2 262 | 2 376 | 2 600 | 3 011 | 3 290 | 3 416 | 3 227 | 3 236 | 3 278 |

| 1856  | 1861  | 1866  | 1872  | 1876  | 1881  | 1886  | 1891  | 1896  |
| ----- | ----- | ----- | ----- | ----- | ----- | ----- | ----- | ----- |
| 3 082 | 3 458 | 3 409 | 3 127 | 3 233 | 3 272 | 3 440 | 3 536 | 3 636 |

| 1901  | 1906  | 1911  | 1921  | 1926  | 1931  | 1936  | 1946  | 1954  |
| ----- | ----- | ----- | ----- | ----- | ----- | ----- | ----- | ----- |
| 3 670 | 3 806 | 3 950 | 3 360 | 3 521 | 3 248 | 3 200 | 3 116 | 3 457 |

| 1962  | 1968  | 1975  | 1982  | 1990  | 1999  | 2006  | 2011  | 2016  |
| ----- | ----- | ----- | ----- | ----- | ----- | ----- | ----- | ----- |
| 3 444 | 3 440 | 3 375 | 3 462 | 3 591 | 3 204 | 3 288 | 3 168 | 3 307 |

| 2021  | 2022  | - | - | - | - | - | - | - |
| ----- | ----- | - | - | - | - | - | - | - |
| 3 224 | 3 203 | - | - | - | - | - | - | - |

Nay fait partie de l'aire d'attraction de Pau.
L'analyse de l'évolution démographique fait apparaître une stagnation de la population, dont le total n'a jamais dépassé 4 000 habitants (aujourd'hui 3 500 habitants). L'évolution est d'environ 1 % par an. Compte tenu du contexte économique local, ce seuil ne sera pas non plus franchi dans l'avenir. Cette situation apparaît problématique compte tenu de l'expansion des communes avoisinantes (Asson, Bénéjacq, Coarraze) dont la surface foncière est largement supérieure.

## Économie
Nay était présente dans l'industrie de fabrication du béret. Depuis 2007, l'usine Blancq-Olibet est domiciliée à Baudreix et a changé d'actionnaires. Le nouveau directeur Alain Zachar a impulsé une nouvelle orientation à l'entreprise. Seul le musée du Béret est resté à Nay. Les deux dernières industries présentes à Nay : l'entreprise Cancé spécialisée en structures métalliques et aluminium, a commencé d'externaliser son personnel vers d'autres sites, et la Teinturerie Lepère travaille aussi bien pour la haute-couture, que le linge basque ou la filière médicale, a créé la marque Oursport pour la confection de maillots de sport. On peut citer également l'entreprise de fabrication de sonnailles Daban. L'essentiel du tissu économique de la ville reste donc les commerces, et en particulier le marché du mardi matin, qui draine les gens depuis Lourdes jusqu'à Laruns. Trois exploitations agricoles sont présentes sur le territoire également.
Il ne faut pas oublier l'impact économique des fêtes de Nay (le dernier week-end du mois d'août) qui constituent pour les cafés et restaurants de la ville, ainsi que les buvettes tenues par les clubs locaux de rugby, de foot, de kayak et de vélo l'équivalent de plusieurs mois de recettes.
La commune fait partie de la zone d'appellation de l'ossau-iraty.

## Culture locale et patrimoine

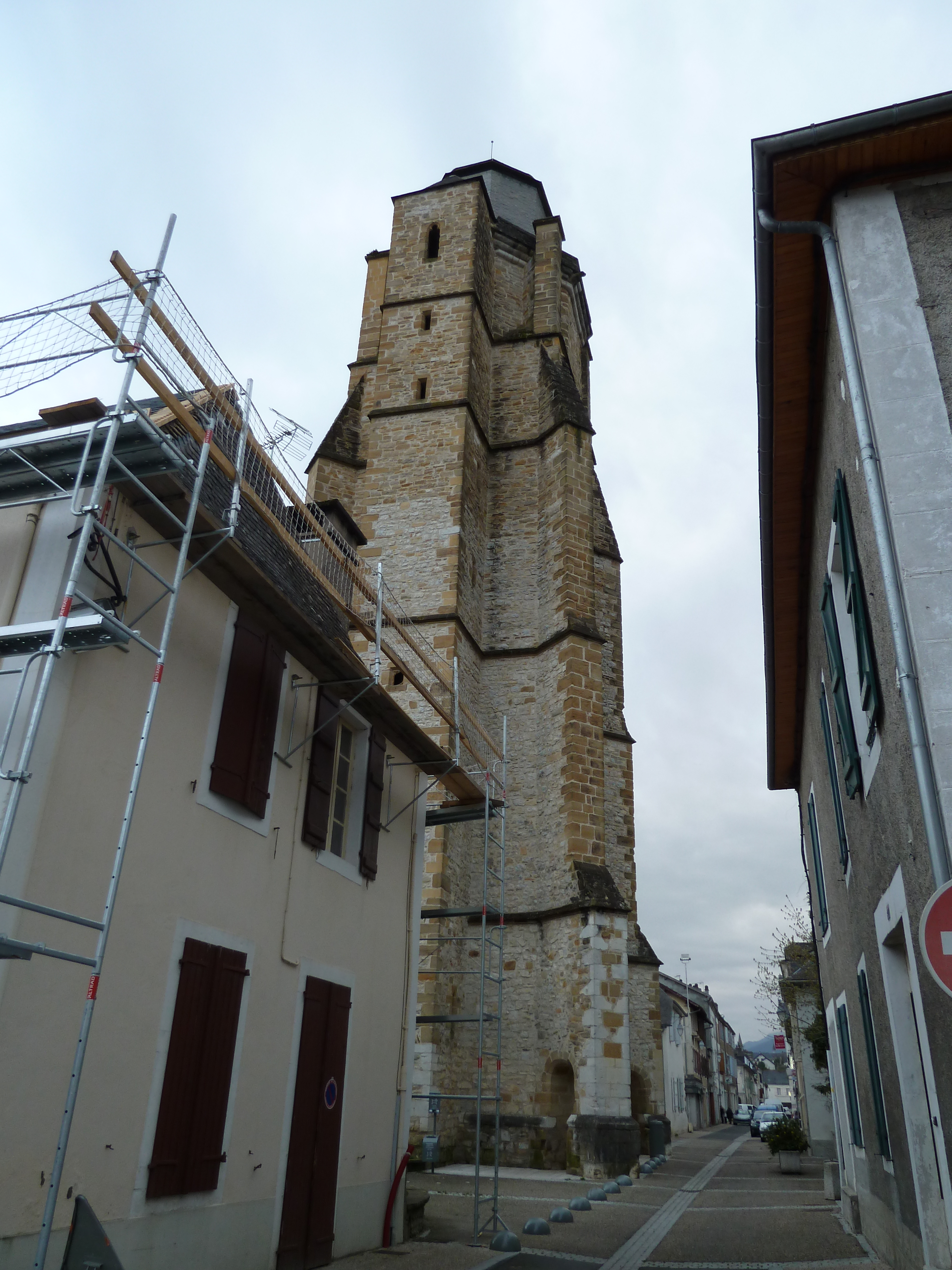
Église de Nay (Pyrénées-Atlantiques).

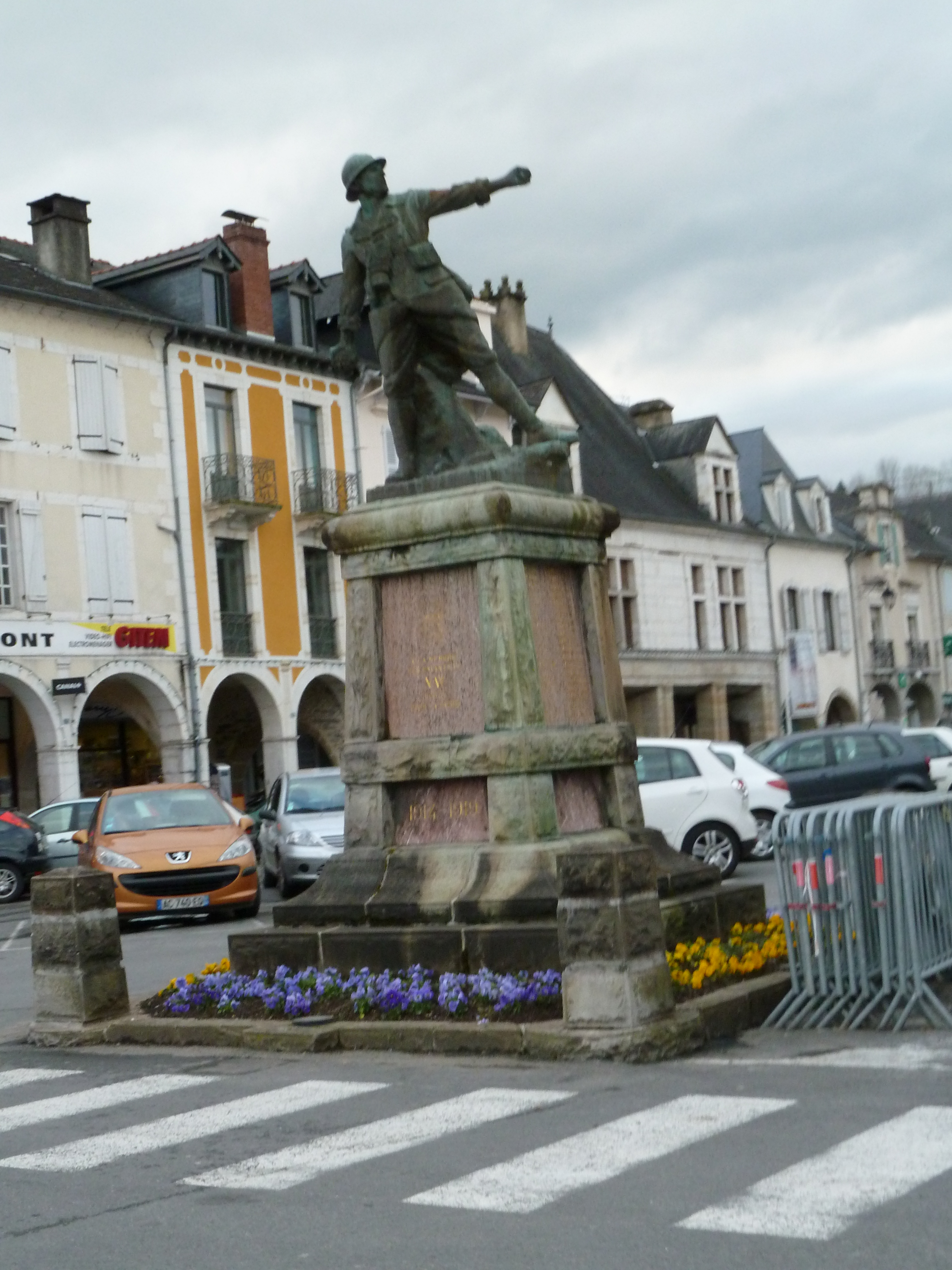
Monument aux morts de Nay (Pyrénées-Atlantiques).

Les fêtes de Nay se déroulent sur cinq jours aux alentours du 24 août. Elles donnent lieu à de nombreuses réjouissances (fête foraine, vaches landaises, concerts, bals, bodegas, estanquets, peña). La ville offre aussi un festival de feux d'artifice pendant ces cinq jours.

### Patrimoine civil

#### Moyen Âge
La période antérieure à la construction de la bastide n’a laissé que peu de traces. Il reste néanmoins la motte castrale des seigneurs de Nay située sur les hauteurs de la ville.
De la bastide du XIVe siècle sont conservés le parcellaire et le plan urbain en damier, ainsi qu’une partie des arcades des garlandes de la place du Marché. L’enceinte, primitivement construite en bois, puis reconstruite en galets disposés en arête-de-poisson à la fin du XIVe siècle sur l’injonction de Gaston Fébus, est visible aujourd’hui sur une trentaine de mètres derrière l’église Saint-Vincent. Le reste du mur est en grande partie conservé mais dans des propriétés privées. Quatre échauguettes (une seule présente aujourd’hui) permettaient la surveillance du lieu. Trois portes en fermaient l’accès. Certains documents d’archives signalent des tours qui n’ont, pour l’instant, pas été retrouvées sur le terrain.

#### Renaissance
La Maison carrée ou de Jeanne d'Albret fut construite au XVIe siècle. Cet hôtel particulier fut construit dans le style de la Renaissance italienne. Organisé entre place, cour et jardin, il témoigne de la prospérité due à l'activité textile. La Maison carrée - classée M H - est une merveille d’architecture de la seconde moitié du XVIe siècle. Commencée probablement par un marchand de laine, Pedro Sacaze, elle fut construite finalement par son gendre, François de Béarn-Bonnasse, capitaine du roi Charles IX. Elle est composée de deux corps de logis entre cour et jardin, reliés d’une part grâce à une tour-escalier rampe sur rampe et d’autre part, par des galeries ou loggias superposées. La façade ouest comporte quatre niveaux de galeries présentant les trois ordres antiques (dorique, ionique et corinthien), la façade Est est inachevée avec ses trois niveaux dont le dernier en bois. Restaurée dans les années 1990, elle accueille aujourd’hui le musée de l’Industrie et des expositions temporaires.

#### Période contemporaine
- La Marie-Halle : l’hôtel de ville construit en 1839 et inauguré par le duc d’Orléans, est une immense halle sur deux niveaux : marché au rez-de-chaussée, services administratifs à l’étage. À l’origine, on y trouvait également la première école des garçons, la gendarmerie et les pompiers.
- La Manufacture royale de bonnets à la turque (ou bonnets de Fez) : actuellement école primaire publique, elle a été construite à la fin du XVIIIe siècle par les frères Poey peut-être sur l’emplacement d’un atelier plus ancien. De son architecture primitive elle a surtout conservé le plan en équerre et une partie des façades aux grandes fenêtres et la façade sur rue, typique des Manufactures royales.
- Le musée du Béret : le musée du Béret siège dans la partie la plus ancienne de la Manufacture Blancq (1832). Son architecture de briques et de verre est intéressante à plus d’un égard : le rez-de-chaussée s'ouvre par de grandes baies en plein cintre faisant entrer la lumière à flots sur les machines, les autres niveaux étaient consacrés à la confection. Le musée présente la fabrication de ce couvre-chef national avec des machines en fonctionnement.
- La Manufacture Vital Gibert : elle produisait essentiellement des meubles Modern Style et s’étendait sur tout un quartier. L’un des bâtiments, patrimoine municipal, présente une grande halle de fer et de verre dont l’architecture mérite d’être conservée.
- L’usine Berchon : une activité lainière tout à fait nouvelle à Nay se développe rapidement, le tissu des Pyrénées ou laine des Pyrénées. Désiré Berchon, après avoir été formé en Allemagne, pointe de l’industrie textile à l’époque, et travaillé dans le Midi, vient à Nay en 1864 aider le fabricant de béret Labernadie. Il monte sa propre affaire en 1868 afin de confectionner du tissu des Pyrénées, puis de la confection. L’usine est composé d’un agglomérat de maisons achetées au fur et à mesure de l’extension de l’entreprise. À partir de 1902, des grands travaux voient la réalisation de deux grandes halles en fer forgé dont une (trois nefs) est conservée. L’usine sera encore modifiée avec l’ajout côté canal et rue Gambetta de deux grands bâtiments.
- Le lavoir : situé rive droite du Gave sur le canal, il a été restauré dans les années 1980.
- La minoterie : très beau bâtiment industriel reconverti en centre d'art contemporain.
- Le patrimoine bâti : si le bâti médiéval a entièrement disparu, les immeubles et maisons de la fin du XVIIIe siècle et du XIXe siècle sont nombreuses et correspondent à cette nouvelle ère de prospérité que fut la révolution industrielle. Ces maisons ont, au centre-ville, des linteaux de porte et de fenêtres sculptés avec des motifs traditionnels reprenant des thèmes classiques tels que la prospérité et la fécondité (arbre de vie, glands, marguerite, grappe de raisin…), ou religieux (croix, IHS) ou encore révolutionnaires (bonnet phrygien, balance, inscriptions républicaines,…).

### Patrimoine religieux
L'église Saint-Vincent fut édifiée aux XVe et XVIe siècles et a été classée aux monuments historiques en 1945. Le mur ouest date d'avant la bastide, ainsi que la cloche de 1245, qui sonne toujours. Le clocher (33 mètres) fut ajouté en 1520. Elle recèle des tableaux, des statues, un devant d'autel sculpté, la chaire à prêcher datant du XVIe siècle et un bénitier en forme d'enfeu au mur sud, tous classés ou inscrits aux monuments historiques.
L'église possède encore un très bel orgue historique de style baroque commandé au facteur d'orgues Gérard Brunel habitant à Oloron Sainte-Marie en 1673. Sa dernière restauration a été réalisée par Bathélémy Formentelli et a été inaugurée en 2006 par Michel Chapuis et Jean-Paul Lécot. Depuis, l'association créée autour de l'orgue organise régulièrement des concerts. Du 5 au 7 juin 2007, Jean-Paul Lécot enregistre, en collaboration avec le haute-contre Dominique Visse, des œuvres de Marc-Antoine Charpentier transcrites pour l'instrument.
La chapelle Saint-Joseph date de 1897.

## Équipements

### Éducation
La commune dispose de deux écoles maternelles et primaires (écoles du fronton et Sainte-Élisabeth), de deux collèges (collège Henri-IV) et collège Saint-Joseph et de deux lycées : un lycée d'enseignement général (Paul-Rey) et un lycée technologique privé (lycée technologique Nay-Baudreix). Plus de 2 400 élèves étudient à Nay.

### Sports et équipements sportifs
- Rugby : US Coarraze-Nay évolue en Fédérale 2 + tournoi Cancé (tournoi international de rugby Cadets de Coarraze-Nay), ayant lieu au stade de Nay;
- Cyclisme : Vélo Club Nayais ; le grand cycliste béarnais Matthieu Ladagnous en est un des dirigeants.
- Natation : Nay dispose d'une piscine intercommunale Nayéo ;
- Un skate-park ;
- Marathon : le premier dimanche de mars a lieu la course du Givré qui sur un même circuit organise des épreuves de course, semi-marathon et marche ;
- Bibliothèque associative Pour Tous ;
- Gymnase et stades de foot et rugby. Pelote basque. Courts de tennis. Base nautique canoé-kayak.

### Autres
- CAF, PMI, MSD, CLIC, CCAS… à la MSAP.
- Poste
- Gendarmerie, caserne de pompiers
- Des services à la personne : Foyer restaurant et portage des repas.

## Personnalités liées à la commune

### Nées auXVIIesiècle
Jean-Charles de Baas, né à Nay et décédé en 1677 à Saint-Pierre (Martinique)),  est un militaire puis administrateur colonial français.
Jacques Abbadie, né en 1654 à Nay et mort en 1727 à Londres, Angleterre, est un théologien protestant français.

### Nées auXIXesiècle
Charles Borel-Clerc, né en 1879 à Nay et décédé en 1959 à Cannes (Alpes-Maritimes), est un compositeur français.
Martial-Piéchaud, né en 1885 à Bordeaux et décédé en 1957 à Nay, est un écrivain, critique littéraire et dramaturge français.
René-Jean-Paul Cassagne, né en 1898 à Nay et décédé en 1967 à Biarritz, est un combattant de la Première Guerre mondiale, passionné de rugby et franc-maçon.

### Nées auXXesiècle
- Albert Cazenave, né en 1902 à Nay et mort en 1982 dans la même ville, joueur de rugby à XV ayant évolué au poste de troisième ligne aile en sélection nationale.
- Henri Mounès, né en 1907 à Nay et mort en 1990 à Biarritz, joueur de rugby à XV et XIII ayant évolué au poste d'arrière à la Section paloise.
- Théo Cazenave, né en 1919 à Nay et mort dans la même ville en 2014, joueur de rugby à XV ayant évolué au poste de demi de mêlée à la Section paloise dont il devint entraîneur.
- Jean Barthet, né en 1920 à Nay et mort en 2000 à Paris, modiste de renom international.
- Raymond Mastrotto, né en 1934 à Auch et décédé en 1984 à Labatut, coureur cycliste, surnommé « le taureau de Nay ».
- Daniel Constant (né en 1941 à Nay), cavalier de saut d'obstacles.
- Chahab, né en 1951 à Téhéran, peintre et sculpteur iranien, créateur de l'espace d'art contemporain de la Minoterie à Nay.
- Patrice Estanguet, né en 1973 à Pau, champion français de canoë monoplace (C1) et actuellement professeur d'éducation physique à Nay.